# Pimenta síria
Pimenta síria é um tempero composto por pimenta-do-reino, pimenta-da-jamaica, canela, cravo e noz-moscada moídos juntos.
É conhecida pelos nomes ba-har ou bahar (بهار, tempero em árabe) e usada popularmente na culinária síria e libanesa.